# بكالوريوس في الآداب (رواية)
بكالوريوس في الآداب (بالإنجليزية: The Bachelor of Arts) هي رواية كتبها آر. كي. نارايان صدرت في 1937م. وهو الكتاب الثاني من الثلاثية التي تبدأ بـ "سوامي والأصدقاء" (Swami and Friends) وتنتهي بـ "معلم اللغة الإنجليزية" (The English Teacher). ومن جديد، تدور أحداثها في مالغودي (Malgudi)، المدينة الخيالية التي اخترعها نارايان لرواياته.

## القصة
تصف القصة الانتقال المعقد لعقل المراهق إلى مرحلة سن الرشد والحسرة التي يواجهها الشاب. تدور أحداث القصة حول شاب يدعى "تشاندران" الذي يشبه شباب الطبقة المتوسطة العليا الهنود في عصر ما قبل الاستقلال.
أولًا، وَصف حياة تشاندران القديمة في العصور الاستعمارية المتأخرة.
بعد التخرج، يقع تشاندران في حب فتاة، لكنه يُرفَض من قبل والديّ العروس، وذلك لأن برجه يصفه بأنه رجل "مانغليك"، وهي حالة لا يستطيع فيها المانغليك إلا أن يتزوج من مانغليك آخر، وإذا لم يكن كذلك سيموت غير المانغليك.
"مالاثي"، هي الفتاة التي وقع تشاندران في حبها من الكلية، تزوجت بعد ذلك من شخص آخر.
بعد أن أصيب بحالة من الحزن الشديد، غادر تشاندران منزل عائلته ليعيش مشردًا في شوارع مدينة مدراس. وفي ظل الجوع والتوهّم والشعور العميق بالشفقة على الذات، قضى فترة يتنقل خلالها من مكان إلى آخر، في حالة من الإحباط واليأس. خلال هذه المرحلة، اتخذ هيئة الزاهد (سنياسي) وبدأ رحلة تجوال طويلة، التقى فيها بعدد من الأشخاص، وقد أُسيء فهمه من قبل بعض القرويين الذين ظنّوه حكيمًا عظيمًا. وبعد مضي ثمانية أشهر، بدأ تشاندران يدرك الفوضى التي آل إليها وضعه، واستحوذت عليه مشاعر الاشتياق والذنب تجاه والديه، ما دفعه إلى اتخاذ قرار بالعودة إلى المنزل. وهناك، تولى وظيفة بسيطة كبائع للصحف، وقرر الزواج إرضاءً لوالديه، تعبيرًا عن ندمه ومحاولته تعويض ما سببه لهما من قلق ومعاناة في السابق
حتى بعد عودته إلى المنزل، لا يزال عاجزًا عن إخراج مالاثي من رأسه تمامًا، ورغم أنه يحاول جاهدًا إلا أن صورها وذكرياتها لا تزال تطارده لفترة طويلة. وبعد مدة طويلة، جاءه والده بعرض زواج من فتاة أخرى تدعى "سوشيلا". لكن تشاندران لا يزال متشككًا في الحب والزواج، ورفض الأمر في البداية لكنه قرر لاحقًا رؤية الفتاة. وعندما ذهب لرؤيتها انتهى به الأمر بالوقوع في حبها.